# RK蒲田ボクシングファミリー
RK蒲田ボクシングファミリーは、東京都大田区蒲田にあるボクシングジム。会長は元OPBF東洋太平洋スーパーフライ級王者柳光和博で、ジム名の「RK」は柳光のイニシャルに由来する。

## 来歴
2007年、神奈川県平塚市に1年後輩の鳥海純との共同経営で湘南RYUJU BOXING FAMILYとして開設。
その後2010年、鳥海の独立と蒲田への移転に伴い現名称に変更。

## 主な所属選手

### 現役選手
- 川崎真琴（第40代日本スーパーウェルター級王者）
- 石川春樹（2018年度東日本バンタム級新人王）
- 奈良井翼（2020年度全日本スーパーフェザー級新人王）
- 野上翔（第5代日本フライ級ユース王者）

### 引退選手
- 市村蓮司（2015年度全日本スーパーバンタム級新人王、ワタナベジムへ移籍）